# 鹿角立鹤

鹿角立鹤

鹿角立鹤，战国时期青铜器，1978年在湖北省随州市曾侯乙墓出土，头有鹿角，身为鹤身，是一种想象中的异兽，现藏湖北省博物馆，是随州市的市标。

## 出土情况
曾侯乙墓位于随州市曾都区擂鼓墩，战国时属曾国。
曾侯乙墓的发掘从1978年5月11日开始，在吊走浮于水面的棺椁和排除墓中的积水之后，5月22日，墓主的桐木结构外棺露出水面，鹿角立鹤即立于主棺东北角，面朝南。
需要注意的是，鹿角立鹤和著名的曾侯乙编钟并不在一处出土。曾侯乙编钟位于墓的中室，和大多数青铜礼器和乐器一起。鹿角立鹤位于墓主所在的东室，附近出土的大多是漆木器。

## 造型与功用
鹿角立鹤通高143.5厘米，鹤高110厘米，底座长45厘米，宽41.4厘米，重38.4公斤。由鹤身、鹤腿、鹿角和底盘四部分组成，应是分别铸造榫接而成，翅腹连接处用蟠龙装饰衔住翅膀。鹤的头、颈和鹿角有错金云纹、三角云纹和圆圈纹装饰，背部和双翅镶有羽毛状纹、蟠螭纹和绿松石装饰（大多脱落），尾部有两个圆泡，腿爪饰有涡云纹、回形纹。鹤嘴右侧有铭文“曾侯乙作持用终”。底板三层，中间高，外沿低。鹿角立鹤的铸造和错金工艺，达到了极高的水准。
鹿角立鹤是想象中的动物，取材于现实中的鹤与鹿，但有相当的夸张与变型。鹤身短而圆，鹤翅平直展开，做向下拍打状。鹤脚粗壮有力，三趾张开，立于底板之上。鹤颈的比例严重夸张，目测有鹤脚的两倍左右，给人以昂首挺胸、超然脱俗之感。两只鹿角的形状更是奇特，呈近乎完美的圆弧状，分枝也采取了如同笔架一般的曲线造型，这都是不见于现实中鹿角的特征。鹿角立鹤和其他怪兽造型的楚文物类似，表现了楚人特有的文化特征，内容诡秘，具有浓厚的巫术色彩。
关于鹿角立鹤的功用有不同的说法。一种认为是灵媒之物，鹤和鹿都具有长寿吉祥的寓意，将鹿角插入鹤头，寄托了死后升天的观念。另一种说法认为是一个鼓架。主要依据鹿角立鹤和悬鼓的出土位置：“鹿角立鹤一件,，出于东室主棺之东，头向南”和“悬鼓一件( 此器出土东墓室, 位于鹿角立鹤附近)”，和复制品的试验：“把复制的‘悬鼓’挂在‘鹿角立鹤’ 上，鼓的竖环恰好套在钩状的鹤嘴上, 两横环分别套在‘向上呈圆弧状’的鹿角上, 非常合适”，认定悬鼓和鹿角立鹤是一件器物，鹿角立鹤是挂鼓的基座。

## 现况
鹿角立鹤目前在湖北省博物馆的常设展览“曾侯乙墓”中展出。
2007年，在湖北省举办的第八届中国艺术节选择以鹿角立鹤为原型楚楚作为吉祥物。2008年，出土地随州市人大常委会确定鹿角立鹤为随州市市标。